# Liste der Truppenteile der Topographietruppe des Heeres der Bundeswehr

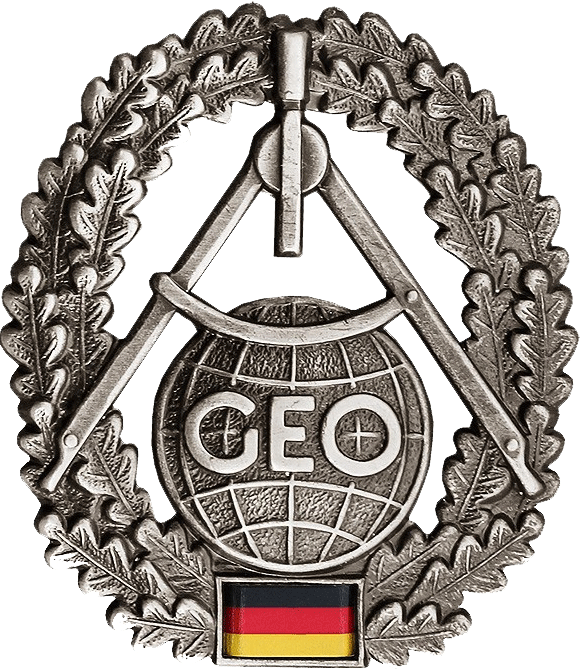
Barettabzeichen der Topographietruppe des deutschen Heeres

Die Liste der Truppenteile der Topographietruppe des Heeres der Bundeswehr enthält alle aufgelösten, aktiven und nicht aktiven (Geräteeinheiten, gekaderte Bataillone) Einheiten der Topographietruppe des Heeres der Bundeswehr sowie eine kurze Übersicht über ihren Aufstellungszeitpunkt, Stationierungsorte, Unterstellung und über ihre Auflösung oder Umbenennung. Die Topographietruppe war eine kleine Truppengattung, die bis 1973 zunächst zur Artillerietruppe zählte, vgl. daher auch die Liste der Truppenteile der Artillerietruppe des Heeres der Bundeswehr. Dessen ungeachtet werden auch offensichtlich im Bereich Topographie tätige Truppenteile aufgezählt, auch wenn sie während der gesamten Zeit ihres Bestehens nicht Teil der eigenständigen Topographietruppe waren. Die Topographietruppe wurde bis 2004 aufgelöst und Teile der Aufgaben, Aufträge, Personal und Wehrmaterial dem Geoinformationsdienst der Bundeswehr übertragen.

## Einführung in die Nummerierungskonventionen
Seit der Heeresstruktur II bis etwa 1990 erfolgte die Nummerierung der Topgraphietruppenteile anhand einer stringenten Nummerierungskonvention. In dieser Zeit konnte man der Bezeichnung meist direkt die Unterstellung der Einheit ablesen. Bei Unterstellungswechseln, Umgliederungen etc. wurde die Nummer bis auf Ausnahmefälle in der Regel jeweils konsequent angepasst. In dieser Zeit gilt umgekehrt aber auch, dass Verbände gleicher Nummer nicht immer in derselben Traditionslinie gesehen werden können. Nach 1990 und Eingliederung von Teilen der aufgelösten Nationalen Volksarmee und den erheblichen Umgliederungen in den Jahren nach Ende des Kalten Krieges wurde diese Anpassung oft nicht mehr vorgenommen; die Verbände behielten aus Tradition oft ihre Bezeichnung. Ihre Unterstellung lässt sich damit aus ihrer Nummer meist nicht mehr ableiten. Gewisse Rückschlüsse ergeben sich aber in Bezug auf ihre Herkunft und Traditionslinie. Im Folgenden wird die Systematik geordnet nach Größenordnungen der Verbände vorgestellt. Die nachfolgenden Überlegungen zur Systematik der Bezeichnung bleiben aber auch für die Zeit vor 1990 stets nur als prinzipielles Konzept zu verstehen. Im Falle von Truppenversuchen, in der Aufstellungs- und Auflösungsphase etc. sind immer wieder Abweichungen von der Regel anzutreffen.

## Topographiebatterien
|  | Bezeichnung                   | Aufstellung (aus)          | Stabssitz                                        | Verbleib                                      | Bemerkung |
|  | ----------------------------- | -------------------------- | ------------------------------------------------ | --------------------------------------------- | --- |
|  | Topographiebatterie 101       | 1959 (aus TopBttr 695)     | Münster                                          | 1981 umgegliedert in TopBttr 800              | ArtKdo I. Korps, ab 1981 Territorialkommando Nord |
|  | Korps-Topographiebatterie 201 | 1959 (aus TopBttr 696)     | Ulm                                              | 1981 umgegliedert in TopBttr 850              | ArtKdo II. Korps, ab 1981 Territorialkommando Süd |
|  | Korps-Topographiebatterie 301 | 1959 (aus TopBttr 697)     | Koblenz                                          | 1981 aufgelöst                                | ArtKdo III. Korps |
|  | Topographiebatterie 400       | 1994 (aus ToppBttr Ost)    | Prenzlau                                         | um 2003 aufgelöst zur Aufstellung GeoInfoDBw  | IV. Korps |
|  | Topographiebatterie 600       | 1981 (aus ToppBttr 601)    | Rendsburg                                        | aufgelöst                                     | zunächst VfgTrpKdo 41; im V-Fall zu LANDJUT |
|  | Topographiebatterie 601       | 1964                       | Rendsburg                                        | 1981 Umgliederung in TopBttr 600              | unterstellt LANDJUT |
|  | Korps-Topographiebatterie 695 | 1957                       | Münster                                          | 1959 in TopBtt 101 umgegliedert               | I. Korps |
|  | Korps-Topographiebatterie 696 | 1957                       | Ulm                                              | 1959 in TopBtt 201 umgegliedert               | II. Korps |
|  | Korps-Topographiebatterie 697 | 1957                       | Koblenz                                          | 1959 in TopBtt 301 umgegliedert               | III. Korps |
|  | Topographielehrbatterie 700   | 1963 (aus TopLehrBttr)     | Idar-Oberstein                                   | 1972 umbenannt in Topographielehrbatterie 900 | Artillerielehrregiment |
|  | Topographiebatterie 800       | 1972                       | Münster                                          | um 2003 aufgelöst zur Aufstellung GeoInfoDBw  | 1981 Neuaufstellung unter Hinzuziehung TopBttr 101, TopBttr 800 und TopBttr 800; um 1990 TerrKdo Nord, ein Zug im V-Fall zu NORTHAG; ab 1994 I. Korps |
|  | Topographiebatterie 801       | 1972                       | –                                                | 1981 zu ToppBttr 800                          | NORTHAG |
|  | Topographiebatterie 850       | 1977                       | Ulm                                              | um 2003 aufgelöst zur Aufstellung GeoInfoDBw  | 1981 Neuaufstellung unter Hinzuziehung TopBttr 201 und TopBttr 850; um 1990 TerrKdo Süd, ein Zug im V-Fall zu CENTAG; ab 1994 II. Korps               |
|  | Topographiebatterie 900       | 1973 (aus TopLehrBttr 900) | bis Dezember 1980 Idar-Oberstein ab 1980 Koblenz | um 2003 aufgelöst zur Aufstellung GeoInfoDBw  | ab 1981 im Frieden zu ArtKdo 3, im V-Fall zu Sicherungs- und Versorgungsregiment beim BMVg                                                            |
|  | Topographielehrbatterie 900   | 1972 (aus TopLehrBttr 700) | Idar-Oberstein                                   | 1973 in TopBttr 900 umbenannt                 | Artillerielehrregiment |
|  | Topographielehrbatterie       | 1957                       | Idar-Oberstein                                   | 1963 umbenannt in Topographielehrbatterie 700 | Artillerieschule |
|  | Topographiebatterie Ost       | 1990                       | Prenzlau                                         | 1994 umgegliedert in ToppBttr 400             | zunächst Heereskommando Ost, später Korps/Territorialkommando Ost                                                                                     |

## Topographiezüge
Aufgrund der geringen Größe der Truppengattung waren die größten Truppenteile der Topographietruppe im Feldheer lange Zeit selbstständige Züge die als Teil der Korpstruppen ausgeplant waren.
|  | Bezeichnung               | Aufstellung (aus)            | Stabssitz                    | Verbleib                                            | Bemerkung |
|  | ------------------------- | ---------------------------- | ---------------------------- | --------------------------------------------------- | --- |
|  | Topographiezug 100        | 1981                         | Rendsburg (bis 1993 Münster) | 1997 Auflösung zur Aufstellung MilGeo-Stelle WB I   | um 1990 ArtKdo 1, Korpstruppen I. Korps; 1993 Neuaufstellung aus TopZg 100/200/300 und Unterstellung WBK I / 6. PzGrenDiv |
|  | Topographiezug 200        | 1981                         | Hannover (bis 1993 Ulm)      | 1997 Auflösung zur Aufstellung MilGeo-Stelle WB II  | um 1990 ArtKdo 2, Korpstruppen II. Korps; 1993 Neuaufstellung aus TopZg 100/200/300 und Unterstellung WBK II / 1. PzDiv   |
|  | Topographiezug 300        | 1981                         | Hilden (bis 1993 Koblenz)    | 1997 Auflösung zur Aufstellung MilGeo-Stelle WB III | um 1990 ArtKdo 3, Korpstruppen III. Korps; 1993 Neuaufstellung aus TopZg 100/200/300 und Unterstellung WBK III / 7. PzDiv |
|  | Topographiezug 400        | 1993 (aus TopZg 100/200/300) | Mainz                        | 1997 Auflösung zur Aufstellung MilGeo-Stelle WB IV  | WBK IV / 5. PzDiv |
|  | Topographiezug 500        | 1993 (aus TopZg 100/200/300) | Sigmaringen                  | 1997 Auflösung zur Aufstellung MilGeo-Stellen WB V  | WBK V / 10. PzDiv |
|  | Topographiezug 600        | 1993 (aus TopZg 100/200/300) | München                      | 1997 Auflösung zur Aufstellung MilGeo-Stelle VI     | WBK VI / 1. GebDiv |
|  | Topographiezug 700        | 1991                         | Leipzig                      | 1997 Auflösung zur Aufstellung MilGeo-Stelle WB VII | Division / Wehrbereichskommando VII                                                                                       |
|  | Topographiezug 800        | 1991                         | Neubrandenburg               | 1997                                                | Division / Wehrbereichskommando VIII                                                                                      |
|  | Topographiezug Europkorps | –                            | Straßburg                    | –                                                   | Korpstruppen Eurokorps |

## Militärische Geostellen
|  | Bezeichnung                   | Aufstellung (aus)    | Stabssitz  | Verbleib                                     | Bemerkung |
|  | ----------------------------- | -------------------- | ---------- | -------------------------------------------- | --------- |
|  | Militärische Geostelle WB I   | 1997 (aus TopZg 100) | Kiel       | 2002 aufgelöst zur Aufstellung GeoInfoDBw    | WBK I     |
|  | Militärische Geostelle WB II  | 1997 (aus TopZg 200) | Hannover   | 2003/04 aufgelöst zur Aufstellung GeoInfoDBw | WBK II    |
|  | Militärische Geostelle WB III | 1997 (aus TopZg 300) | Düsseldorf | 2002 aufgelöst zur Aufstellung GeoInfoDBw    | WBK III   |
|  | Militärische Geostelle WB IV  | 1997 (aus TopZg 400) | Mainz      | 2002 aufgelöst zur Aufstellung GeoInfoDBw    | WBK IV    |
|  | Militärische Geostelle WB V   | 1997 (aus TopZg 500) | Stuttgart  | 2003/04 aufgelöst zur Aufstellung GeoInfoDBw | WBK V     |
|  | Militärische Geostelle WB VI  | 1997 (aus TopZg 600) | München    | 2003/04 aufgelöst zur Aufstellung GeoInfoDBw | WBK VI    |
|  | Militärische Geostelle WB VII | 1997 (aus TopZg 700) | Leipzig    | 2003/04 aufgelöst zur Aufstellung GeoInfoDBw | WBK VII   |

## Abkürzungen
- ArtKdo → Artilleriekommando
- ArtKdr → Artilleriekommandeur
- CENTAG → Central Army Group
- LANDJUT → Hauptquartier der Alliierten Landstreitkräfte Schleswig-Holstein und Jütland
- MilGeo-Stelle → Militärische Geostelle
- NORTHAG → Northern Army Group
- PzDiv → Panzerdivision
- PzGrenDiv → Panzergrenadierdivision
- TerrKdo → Territorialkommando
- TerrKdo SH → Territorialkommando Schleswig-Holstein
- TopZg → Topographiezug
- TopBttr → Topographiebatterie
- WB → Wehrbereich
- WBK → Wehrbereichskommando